# Перемишлянське низькогір'я

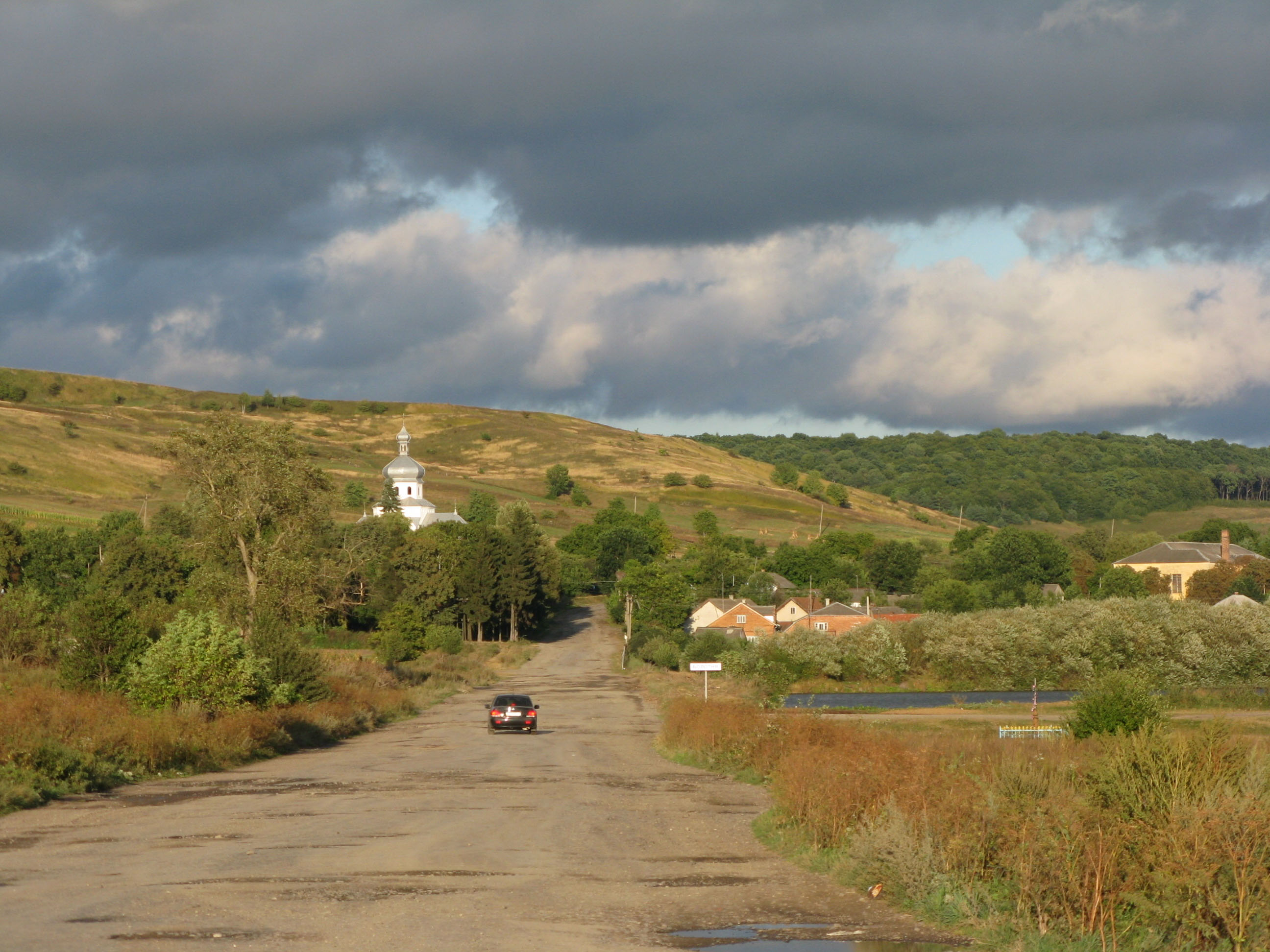
Перемишлянське низькогір'я (біля села Болотня)

Перемишля́нське низькогі́р'я — назва однієї з частин Подільської височини. Розташоване в межах Перемишлянського району (звідси й назва) Львівської області, а також (частково) Тернопільського району Тернопільської області, у межиріччі верхів'їв Свіржу (за іншими даними Гнилої Липи) та Східної Золотої Липи. На півночі межує з Гологорами, на сході та півдні — з Опіллям. 
Простягається з півночі на південь на 20—24 км, із заходу на схід — на 35 км. Переважні висоти 300—350 м (максимальна 430 м). Рельєф горбистий: пасма, низькогірні масиви, долини та улоговини. Перевищення відносних висот сягають 70—140 м. Складається з мергелів, перекритих пісками, пісковиками, гіпсоангідритами і лесами. Існують карстові явища. Основні річки: Свірж, Гнила Липа, Студений Потік, Нараївка, Західна Золота Липа, Східна Золота Липа (усі притоки Дністра). 
Лісистість сягає 25%, переважно дубово-грабових. Найбільше лісів — між містом Перемишляни та смт Поморяни. 
- Деякі давніші джерела обмежують Перемишлянське низькогір'я до межиріччя Гнилої Липи та Західної Золотої Липи, що становить ширину 18—22 км. При цьому вказують протяжність з півночі на південь — до 40 км, тобто значно південніше Рогатина, що перекриває Рогатинське Опілля, а значить виключає його існування як географічного району. Проте Рогатинське Опілля структурою ландшафту і геологічною будовою значно відрізняється від Перемишлянського низькогір'я.

## Вершини
- Кам'яна (418 м)
- Гай (403 м)
- Івахова (400 м)
- Плац (441 м)
- Орне (424 м)
- За Садками (403 м)